# Lago Ritom
Il lago Ritom (si pronuncia Ritóm, letteralmente il "lago del ruscello di Tom") - è uno sbarramento idrico sito nella val Piora nel comune di Quinto (Svizzera), nelle Alpi lepontine. Il nome deriva da uno dei suoi principali immissari il riale proveniente dal sovrastante lago di Tom.

## Morfologia
Il lago di formazione glaciale fu oggetto di un primo innalzamento nel 1918, con l'edificazione di un muro a sostegno di una strada. Venne ulteriormente innalzato nel 1950 con l'edificazione di uno sbarramento idrico di 23 metri di altezza che ne permise lo sfruttamento per la produzione di elettricità. L'eccessiva porosità della corona del lago non ne permette il completo riempimento.
Con lo sbarramento venne costruita una condotta forzata che porta le acque alla centrale elettrica posta sul fondovalle. Questa elettricità è utilizzata dalle Ferrovie Federali Svizzere. Il lago è raggiungibile oltre che a piedi utilizzando le antiche mulattiere, anche in macchina, utilizzando una strada carrozzabile o utilizzando la funicolare che è stata edificata lungo la condotta forzata.
L'antico lago probabilmente presentava le stesse condizione di meromissi crenogenica ancora oggi presenti nel vicino lago di Cadagno, ne sarebbe una testimonianza il fatto che durante l'edificazione di manufatti della diga, degli operai perirono per aver bevuto acqua del lago.

## Fauna[1]

### Pesci
Il lago Ritom contiene le seguenti specie di pesci:
- la trota fario (Salmo trutta Fario)
- la trota canadese (Salvelinus namaycush)
- la trota iridea (Oncorhynchus mykiss).
- il salmerino alpino (Salvelinus alpinus).
- la sanguinerola (Phoxinus phoxinus).
- il salmerino di fonte (Salvelinus fontinalis).

## Funicolare Piotta-Ritom
Essa parte dal fondovalle nel paese di Piotta a 1007 metri di altitudine. Ha una lunghezza di 1369 metri e con una pendenza massima dell'87.8% è una delle funicolari più ripide del mondo.